# Ibolya Oláh
 (décembre 2021).
Si vous disposez d'ouvrages ou d'articles de référence ou si vous connaissez des sites web de qualité traitant du thème abordé ici, merci de compléter l'article en donnant les références utiles à sa vérifiabilité et en les liant à la section « Notes et références ».
Dans le nom hongrois Oláh Ibolya, le nom de famille précède le prénom, mais cet article utilise l’ordre habituel en français Ibolya Oláh, où le prénom précède le nom.
Ibolya Oláh, née le 31 janvier 1978 à Nyíregyháza en Hongrie, est une chanteuse et actrice hongroise.

## Discographie
- Egy sima, egy fordított (2004)
- Édes méreg (2005)
- Aida (2007)
- Casting minden (2008, film)
- El merem mondani (2010)

## Filmographie
- 2008 : Casting minden : Kati Ormos
- 2005 : Szöke kóla : Mama
- 2004 : Megasztár (série télévisée) : la finaliste